# Aktionszentrum der Materialwirtschaft
Im Grundmodell der Materialwirtschaft wird zwischen drei Aktionszentren unterschieden (vgl. Grün 1994, S. 455–465):
- Erstens die Bedarfsträger,
- weiters die Materialwirtschaft selbst
- und drittens die Lieferanten.

Die Bedarfsträger und die Materialwirtschaft bilden gemeinsam den Abnehmer, dem der Lieferant als Anbieter gegenübersteht. Zwischen den Aktionszentren bestehen bonetäre, monetäre und dispositive Beziehungen:
- Bei den bonetären Beziehungen dominiert die Lieferung an den Abnehmer. Dies geschieht entweder direkt ohne Zwischenlagerung oder indirekt über das Lager.
- Die monetären Beziehungen sind zu den bonetären Beziehungen gegenläufig. Die durch die Lieferung ausgelösten Zahlungsströme werden vom Abnehmer in Form von Bargeld oder Buchgeld abgegolten.
- Die dispositiven Beziehungen sind den bonetären und monetären Beziehungen zeitlich vorgelagert. Sie betreffen alle Merkmale des Bedarfs und der Lieferung und involvieren alle drei Aktionszentren.

## Die Bedarfsträger
Die wesentlichen materialwirtschaftlichen Merkmale der Bedarfsträger sind das Sortiment, die Menge je Zeitspanne, das Know-how und die Kosten unter Berücksichtigung der Konditionen.
Die materialwirtschaftlichen Entscheidungen der Bedarfsträger können umfangreicher oder eingeschränkter sein. Die wesentliche Determinante der materialwirtschaftlichen Entscheidungen resultiert aus dem Erzeugungsprogramm. Unterschiedliche Bedarfsträger haben auch eine unterschiedliche Materialabhängigkeit, woraus sich ein unterschiedlicher Einfluss der Materialwirtschaft ergibt.

## Die Lieferanten
Das wesentliche materialwirtschaftliche Merkmal der Lieferanten ist ihr Liefersortiment. Jedoch ist auch das Know-how, der Preis und die Konditionen zu erwähnen. Die materialwirtschaftlichen Entscheidungen de Lieferanten sind eingeschränkt durch das Liefersortiment, die Lieferkapazität, das Know-how und die Art der Fertigungsauslösung. An Bedeutung gewonnen hat in letzter Zeit das Bemühen um eine partnerschaftliche Beziehung zum Abnehmer.

## Die Materialwirtschaft als Grenzsystem
Als Grenzsystem steht die Materialwirtschaft zwischen den Lieferanten und den Bedarfsträgern.
Wesentliche dispositive Aufgaben betreffen die Bedarfsanforderung. Die Marktorganisation und die daraus resultierende Marktmacht der Lieferanten und der Abnehmer bestimmt die Entscheidungssituation der Materialwirtschaft im Verhältnis zu den Lieferanten.
Die Theorie der Beschaffungspolitik erklärt die Festsetzung von Preisen und Mengen in Abhängigkeit von den Marktverhältnissen (vgl. Grün 1994, S. 463f).
Es wurden daraus drei Hypothesen abgeleitet.
(1) Wenn die Anbieter die Nachfrager kollektiv betrachten, dann fixieren die Anbieter die Preise und die Qualitäten und die Abnehmer fixieren die Menge.
(2) Wenn die Nachfrager die Anbieter kollektiv betrachten, dann fixieren die Nachfrager die Preise und Qualitäten und die Anbieter fixieren die Mengen.
(3) Wenn die Marktpartner sich gegenseitig singulär betrachten, dann wird über Menge, Preise und Qualitäten verhandelt.
Im Fall der ersten Hypothese kann der Lieferant seine absatzpolitischen Parameter umso autonomer setzen, je größer sein Marktanteil ist, je weniger Mitanbieter existieren und je schwerer substituierbar sein Produkt ist.
Im Fall von Hypothese zwei ist die Autonomie des Abnehmers beim Setzen seiner beschaffungspolitischen Aktionsparameter umso größer, je dominanter seine Position am Beschaffungsmarkt ist, d. h. je weniger Abnehmer auftreten, je größer sein Anteil am Marktvolumen ist und je inflexibler die Lieferanten in Hinblick auf Produktionsumstellungen sind.
Im Fall von Hypothese drei ermöglicht die geringe Zahl der Marktpartner eine gegenseitige singuläre Betrachtung.
Verhandlungen sind sowohl mit den Lieferanten als auch mit den Bedarfsträgern ein wesentliches Element der dispositiven Beziehungen der Materialwirtschaft.